# Фольино, Альфредо
Альфредо Фольино (исп. Alfredo Foglino; 1 февраля 1892, Монтевидео — 9 июля 1968, Монтевидео) — уругвайский футболист и тренер.

## Биография
Фольино дебютировал за «Насьональ» в 1911 году. За 14 лет Фольино сыграл за клуб 409 матчей, в том числе девять раз выиграл чемпионат Уругвая по футболу. Он был капитаном «Насьоналя» в течение десяти лет.
Фольио сыграл 47 матчей за сборную Уругвая, дебютировал за национальную команду в августе 1912 года, свой последний международный матч сыграл в июле 1923 года.
Он представлял Уругвай на чемпионате Южной Америки 1916 года — первый в истории чемпионат Южной Америки по футболу и первое в истории континентальное первенство. Уругвай выиграл первый чемпионат Южной Америки, Фольино играл в двух матчах: с Чили и Аргентиной. Вскоре после этого турнира он принял участие в Кубке Липтона 1916 года.
Через год он принял участие в чемпионате Южной Америки 1917 года, где снова стал чемпионом вместе с Уругваем. Фольино играл в двух первых матчах: с Бразилией и Аргентиной.
Третий раз Фольино участвовал в чемпионате континента на Кубке Америки 1919 года, где Уругвай занял второе место в Южной Америке. Фольино играл во всех четырёх встречах: с Аргентиной, Чили и в обоих матчах с Бразилией.
В следующем году на чемпионате Южной Америки 1920 Уругвай добился успеха в третий раз на чемпионате континента, Фольино играл в трёх матчах: с Аргентиной, Бразилией и Чили.
Пятый и последний раз Фольино принял участие в континентальном первенстве Кубка Америки 1921 года. Это был наименее успешный из всех турниров, Уругвай занял только 3 место. Фольино сыграл в трёх матчах: с Парагваем, Бразилией и Аргентиной.

### Тренерская карьера
Фольино был назначен играющим тренером уругвайской сборной на несколько матчей в 1915 и 1916 годах. В 23 года он был у руля сборной Уругвая, которая выиграла в 1916 году Чемпионат Южной Америки по футболу. Фольино также задавал темп оборонительной игры Уругвая. Товарищи по сборной прозвали его «Mariscal» (Маршал) — это случилось на первом чемпионате континента в 1916 году. Фольино был известен своими резкими действиями в отношении нападающих, а его громкий голос было слышно с трибун.

## Титулы
- Чемпион Уругвая (9): 1912, 1915, 1916, 1917, 1919, 1920, 1922, 1923 (АУФ), 1924 (АУФ)
- Обладатель Кубка конкуренции (7): 1912, 1913, 1914, 1915, 1919, 1921, 1923
- Обладатель Кубка Славы (5): 1913, 1914, 1915, 1916, 1917
- Обладатель Кубка Тай Компетишн (2): 1913, 1915
- Обладатель Кубка Славы Коусиньер (3): 1915, 1916, 1917
- Обладатель Кубка Альдао (3): 1916, 1919, 1920
- Чемпион Южной Америки (3): 1916, 1917, 1920